# Arturo Bordón
Félix Arturo Bordón fue un periodista y político paraguayo (n. 28 de julio de 1893 - 7 de junio de 1976) Además de ser uno de los primeros cartógrafos de su país y el autor de la primera guía turística de Paraguay.
Nacido en Vilarrica, departamento de Guairá en 1893, hijo del político Bernardino Bordón y de su esposa Patricia Corvalán. Al igual que su padre militó en política dentro del Partido Liberal. Su media hermana de parte de padre fue la maestra Clotilde Bordón. Sus ancestros se hallan registrados como residentes de Villarrica al menos desde 1810.
Sus primeros estudios los hizo en su ciudad natal y luego se mudó a Asunción para seguir el bachillerato. Se graduó del Colegio Nacional de Asunción en 1913 para posteriormente seguir la carrera de Derecho.

## Carrera política
Ocupó una banca en la Cámara de Diputados de Paraguay hasta 1940 y fundó la Dirección General de Turismo y la Revista de Turismo. Con su vasto conocimiento del país habiéndolo recorrido extensamente en automóvil publicó la llamada Guía Geográfica de Turismo en 1932, la primera de esta naturaleza en Paraguay. Su carrera fue gravemente afectada por los gobiernos de Higinio Morínigo y de Federico Chaves por lo que se radica exiliado en la ciudad argentina de Corrientes.
Durante su destierro escribió para diarios argentinos tanto de Corrientes como de Posadas y para el Buenos Aires Herald. En 1946, participó en Montevideo de la convención para la reorganización de la directiva del Partido Liberal ya que éste había sido desmantelado durante la dictadura. De vuelta en Corrientes, fue Presidente de la Asamblea de Comités de Fronteras (activistas paraguayos exiliados en diferentes ciudades argentinas como Formosa, Posadas, Resistencia, Clorinda y Sáenz Peña) Posteriormente fue Delegado del Partido Liberal en Posadas. A su vuelta a Paraguay y ya durante la dictadura de Alfredo Stroessner, conformó la dirección del Partido Liberal hasta 1958.
Casado con Ana María Pereyra tuvo descendencia. Falleció en Asunción en 1976.

## Labor cultural
En 1961, publicó Cartografía Explicada de la Guerra Contra la Triple Alianza. 
En 1962, publicó Verdades del Barquero: Misión política del Partido Liberal del Paraguay. Campaña periodística de reivindicación de la verdad histórica. Tomo I
Bajo el pseudónimo de Florentino del Valle publicó Cartilla Política que trata del proceso político paraguayo de entre 1870 a 1970.
Escribió varios textos inéditos entre ellos Geografía General del Paraguay que trata de historia, etnografía y economía y un par de novelas políticas.